# Roulis induit
 (avril 2023).
Si vous disposez d'ouvrages ou d'articles de référence ou si vous connaissez des sites web de qualité traitant du thème abordé ici, merci de compléter l'article en donnant les références utiles à sa vérifiabilité et en les liant à la section « Notes et références ».
Le roulis induit, sous entendu « par le lacet », est un mouvement en roulis déclenché par un mouvement de lacet. 

## Cause
Par exemple, un mouvement de lacet vers la droite obtenu en actionnant de la gouverne de direction, diminue pendant le virage la portance de l'aile droite et augmente la portance de l'aile gauche. Le différentiel de portance conduit à une inclinaison en roulis vers la droite.

## Intensité
L'intensité du roulis induit dépend des caractéristiques de l'avion, notamment de son dièdre effectif (effets du dièdre et de la flèche) et de la position en hauteur de l'aile par rapport au fuselage.

## Effet
L'effet peut être involontaire ou volontaire.

### Effet involontaire
Par exemple lors d'une mise en virage mal coordonné (l'avion n'est pas en vol symétrique) au cours de laquelle le lacet inverse n'a pas été corrigé en agissant sur la gouverne de direction (via le palonnier). Dans un tel cas, le roulis induit s'oppose au roulis commandé par le pilote.

### Effet volontaire
En agissant sur la gouverne de direction pour contrôler l'inclinaison, notamment quand les ailerons ne sont plus efficaces (à grande incidence ou en cas de décrochage. C'est aussi le seul moyen d'incliner l'avion quand il ne possède pas d'ailerons (planeurs radio-commandés « deux axes », avions de type Pou-du-ciel).

## Roulis hollandais
Le phénomène de roulis hollandais est une oscillation combinée en roulis et lacet, conséquence d'un mouvement de lacet transformé par le roulis induit.